# Liberté (film 2010)
Liberté, il cui titolo è anche Korkoro in lingua romaní, è un film del 2010, scritto e diretto da Tony Gatlif.
Il film è girato con gli attori francesi Marc Lavoine e James Thierrée, e l'attrice franco-canadese Marie-Josée Croze. Nel cast del film figurano attori di varie nazionalità: albanesi, kosovari, georgiani, serbi, francesi, norvegesi e nove Rom scritturati da Gatlif in Transilvania. Il film ha anche un personaggio minore, interpretato da un bambino di 11 anni, pronipote del celeberrimo Django Reinhardt.
Basato su un aneddoto della seconda guerra mondiale dallo storico romaní Jacques Sigot, il film è ispirato alla storia vera di un rom fuggito dai nazisti con l'aiuto e la compassione di contadini francesi e narra del tema del Porrajmos (l'Olocausto dei Gitani), raramente trattato da altri film.
Oltre ai Rom, il film ha un personaggio che rappresenta la resistenza francese. Il personaggio si ispira alla storia vera di Yvette Lundy, una insegnante francese che era stata deportata per aver falsificato i passaporti per i Rom. Gatlif intendeva realizzare un film documentario, ma la mancanza di documenti e fonti sufficienti lo hanno convinto a trarne un dramma.
Il film ha debuttato al Montréal World Film Festival, vincendo il Gran Premio delle Americhe ed altri premi. Korkoro è stato definito "un raro tributo cinematografico" a coloro che furono uccisi nel Porrajmos. In generale il film ha ricevuto recensioni positive da parte della critica, in particolare è stato lodato per avere un ritmo insolitamente piacevole per un film sull'Olocausto. È stato distribuito in Francia con il titolo Liberté nel febbraio 2010, incassando circa mezzo milione di euro. La musica del film, che è stata composta da Tony Gatlif e Delphine Mantoulet, ha ricevuto una nomination come migliore musica scritta per un film durante il 36° César Awards.

## Trama
Il film è ambientato nel 1943 ed inizia con una carovana zingara che giunge, come avviene ogni anno, in un villaggio nel centro della Francia sperando di trovare lavoro durante la stagione della vendemmia ed un posto dove vendere i loro prodotti. Un piccolo orfano di nove anni, Claude, i cui genitori sono scomparsi dall'inizio della guerra, si aggrega agli zingari che lo accolgono e lo sfamano. I componenti della carovana iniziano a chiamare Claude, Korkoro, quello libero. Claude resta troppo affascinato dallo stile di vita nomade e decide di rimanere con loro.
Theodore è veterinario e sindaco di questo villaggio nel centro della Francia occupata dai nazisti durante la seconda guerra mondiale. Le nuove leggi del regime collaborazionista di Vichy vietano il nomadismo ed i documenti di identità posseduti dalla famiglia non sono più sufficienti a dimostrare la loro identità e garantire la loro sicurezza. Theodore, repubblicano, decide di permettere alla famiglia di stanziarsi in un campo temporaneo. Grazie all'aiuto di una insegnante ed impiegata comunale, mademoiselle Lundi, riesce a fare in modo che i bambini degli zingari ricevano un'educazione presso la scuola del paese. Da parte sua il piccolo Claude, che nel frattempo ha ricevuto l'aiuto di Theodore, fa amicizia con Taloche, uno zingaro trentenne bohemien, mentalmente ritardato, che va in giro con il suo violino sulla spalla. Più tardi, quando Theodore curando un cavallo ha un incidente al di fuori del villaggio, viene salvato dai Rom, che curano il sindaco con le loro tradizionali pratiche di guarigione.
L'amicizia creatasi tra il sindaco ed i nomadi si accresce ma nel frattempo i controlli di identità imposti dal regime di Vichy si moltiplicano e gli zingari, popolo nomade, non hanno più la libertà di circolare liberamente e vengono rinchiusi in un campo di accoglienza con decine di altre persone della loro etnia. Theodore decide allora di restituire il favore ricevuto e di cedere ai componenti della carovana per il costo simbolico di 10 franchi la sua vecchia casa e la terra che apparteneva a suo nonno. Grazie all'atto di proprietà si dimostra ai gendarmi di regime che, in quanto proprietari di un immobile, i nomadi hanno il diritto di lasciare il campo. Gli zingari accettano di stabilirsi nella nuova dimora nonostante la loro tradizione di libertà e l'immotivata paura dei fantasmi che attanaglia lo stravagante Taloche.
Nel frattempo il piccolo Claude appare sempre più affascinato dallo stile di vita degli zingari e dall'enorme libertà di cui godono i bambini. Ma la gioia e la spensieratezza sono di breve durata. Il paese si divide infatti in due fazioni, una che accetta ed accoglie i Rom, l'altra che li vede come degli intrusi ed un pericolo. Scoppiano alcuni diverbi e nonostante i gesti amichevoli di Theodore e di mademoiselle Lundi i Rom mostrano di amare troppo la loro libertà, considerando la vita in un posto fisso e le regole di educazione formale come una sorta di reclusione.
Mentre la milizia francese continua le sue scorribande con l'aiuto delle truppe tedesche Theodore e mademoiselle Lundi si rivelano essere membri della resistenza francese e vengono arrestati interrogati e torturati.
La famiglia zingara decide infine di fuggire dal villaggio e di rifugiarsi nella foresta. Claude, che era stato preso in affido da Theodore, sceglie di andare con i Rom che vengono rintracciati dai nazisti e collaborazionisti, arrestati e deportati nei campi di concentramento.

## Produzione

### Background
Durante la seconda guerra mondiale, il Porrajmos è stato il tentativo da parte della Germania nazista e dei suoi alleati di sterminare il popolo Rom in Europa.
Nella Germania di Hitler i rom e gli ebrei furono definiti come "nemici dello stato basati sulla razza ariana" in base alle leggi di Norimberga. I due gruppi furono colpiti da politiche e persecuzioni simili, che si conclusero con l'annientamento dei rispettivi popoli nei paesi occupati dai nazisti. Le stime sul numero di rom morti nel mondo durante la Seconda Guerra Mondiale vanno da 220.000 a 1.500.000.Dato che le comunità rom dell'Europa orientale erano meno organizzate delle comunità ebraiche, il Porrajmos a tutt'oggi non è stato ben documentato. Secondo Ian Hancock, direttore del programma di studi Rom presso la University of Texas ad Austin, esisteva anche una tendenza a sottovalutare le cifre reali. Tony Gatlif, i cui film hanno per lo più Rom come soggetti, da tempo intendeva realizzare un film documentario su questo tema meno noto, ma la mancanza di prove sufficienti associata all'assenza di dati di censimento precisi sul numero di rom prima della guerra ha reso quest'aspirazione estremamente difficile.

### Sviluppo
La ricerca di Gatlif inizia nel 1970, quando si avvicinò a Matéo Maximoff, uno scrittore francese di etnia rom. I due si recarono a Montreuil per intervistare i Rom del posto che si rifiutavano di discutere l'argomento. Gatlif cercò anche di rintracciare "i giusti", i francesi che tentarono di proteggere i rom dalle persecuzioni. A seguito degli sforzi dell'ex presidente francese Jacques Chirac di tributare onore ai giusti, Gatlif ebbe modo di conoscere Yvette Lundy, un ex insegnante di Gionges, La Marne, che era stato deportato per aver falsificato dei documenti in favore dei rom.
Gatlif ebbe anche modo di conoscere un aneddoto da Jacques Sigot, uno storico che ha documentato il Porrajmos. Questo aneddoto lo avrebbe poi aiutato con la storia del film. L'aneddoto è inerente a una famiglia Rom salvata dalla deportazione al campo di Montreuil-Bellay da un avvocato francese che mise in vendita la sua casa per un singolo franco. Questa famiglia, incapace di adattarsi ad uno stile di vita stanziale, tornò ad essere nomade, la qual cosa portò all'arresto, nel nord della Francia ed alla detenzione nel campo di concentramento di Auschwitz.
I personaggi di Liberté (Korkoro) sono tratti dall'aneddoto di Sigot. Il film ripercorre la fuga del Rom Taloche, con l'aiuto di un notaio francese, dai nazisti nella Francia occupata, e della sua successiva incapacità di condurre una vita non-nomade. Il personaggio Théodore Rosier si basa sul notaio dell'aneddoto. L'altro personaggio "giusto" mademoiselle Lundi, si basa su Yvette Lundy, una vecchia professoressa di Gatlif proveniente da Belcourt in Algeria, una comunista ed un'aiutante del Front de Libération Nationale francese.
Partito per essere un film documentario, Liberté è diventato successivamente una commedia drammatica a causa della mancanza di un numero sufficiente di fonti con cui realizzare il documentario.
Gatlif ha scritto la sceneggiatura iniziale in un mese. Successive ed ulteriori modifiche hanno fatto sì che lo stile del film diventasse una sorta di narrazione fatta dai personaggi Rosier e Lundi.
Gatlif si è avvalso dell'aiuto di Yvette Lundy per scrivere le scene relative a mademoiselle Lundi, a cui ha aggiunto le proprie esperienze con la sua insegnante.
La prima apparizione nella foresta dei Rom nel film si ispira al modo in cui i nomadi Rom compaiono inaspettatamente nei paesi. Gatlif lavorò alla caratterizzazione per oltre un anno. Un altro anno fu speso nello sviluppare il personaggio Taloche.

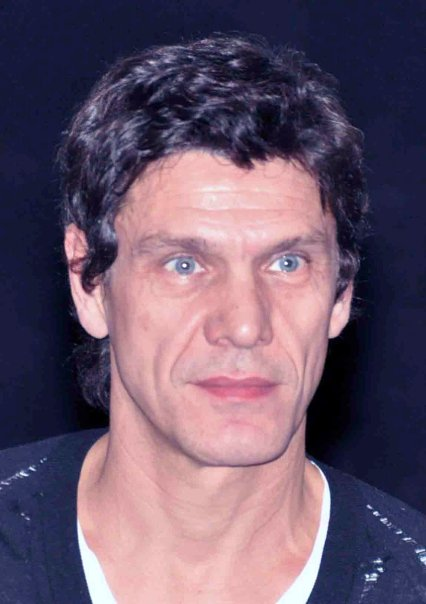

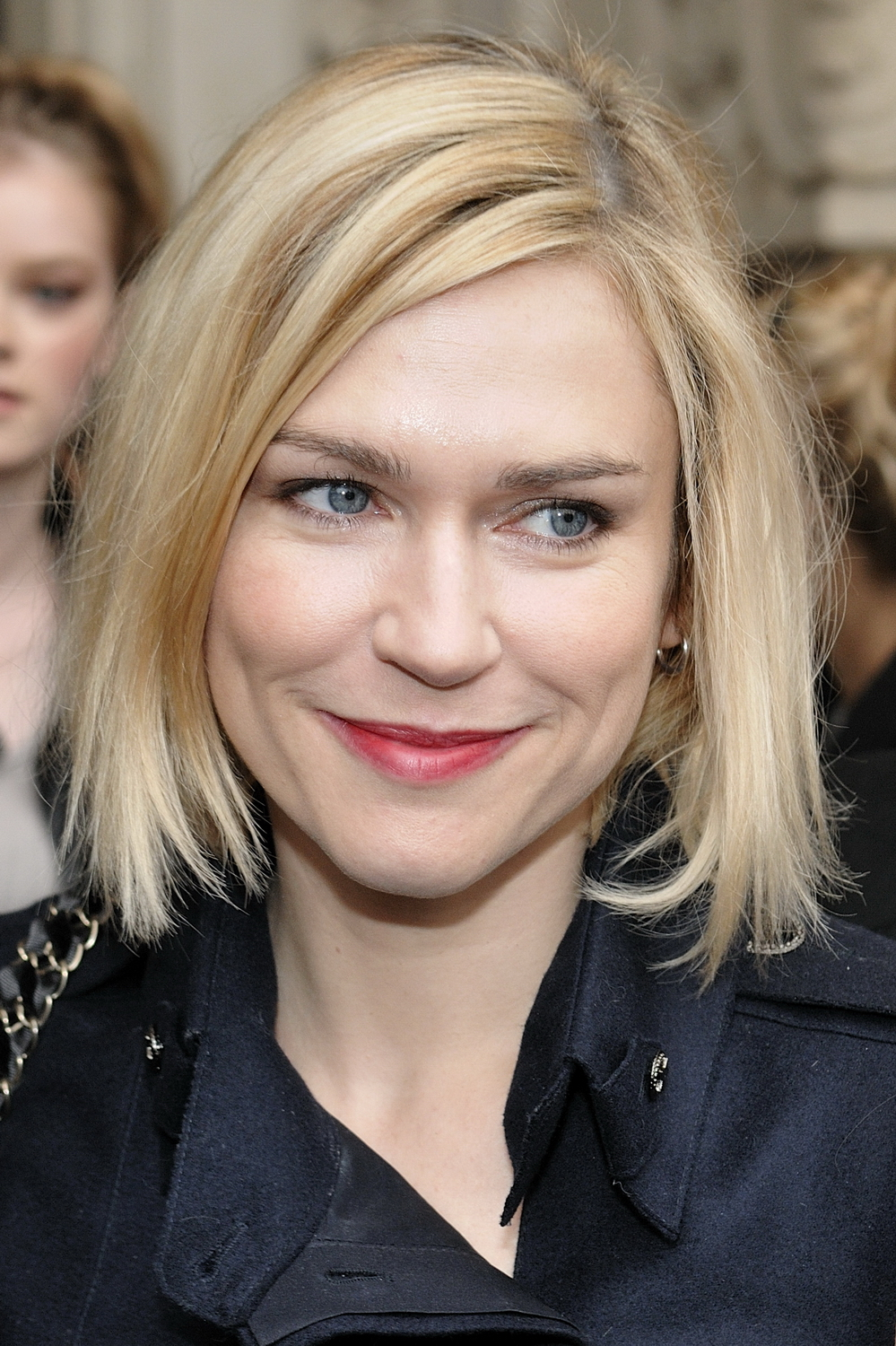

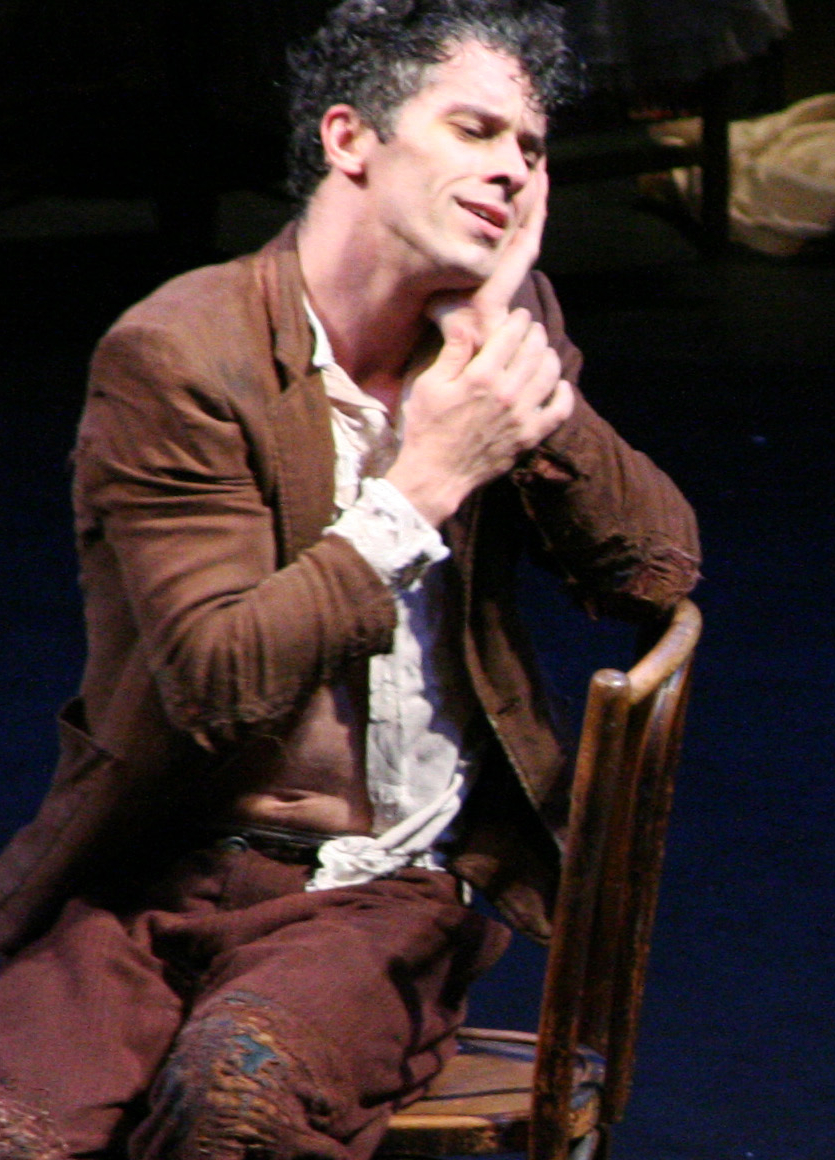
Cast principale: Marc Lavoine (in alto); Marie-Josée Croze (al centro) e James Thierrée (in basso)

## Casting
Gatlif ha voluto rappresentare l'intera comunità rom attraverso il personaggio di Félix Lavil detto Taloche, ingenuo e puro come un bambino. Taloche in una scena del film si mostra terrorizzato dai fantasmi, e la scena richiama le analoghe paure e fobie dei Rom. Per il ruolo di Taloche, Gatlif aveva bisogno di un musicista che avesse anche abilità acrobatiche. Durante una rappresentazione al Théâtre de la Ville di Parigi fu colpito dall'interpretazione di James Thierrée, nipote di Charlie Chaplin.
Pur non essendo un Romanì, Thiérrée ha imparato la lingua Romanì e la musica gitana in sei mesi.
Per Théodore Rosier, Gatlif voleva qualcuno che sembrava un tipico francese di quei tempi, con una "voce ed una faccia un po' come quella di Pierre Fresnay, Maurice Ronet, Jacques Charrier o Gérard Philippe ", e lo ha trovato in Marc Lavoine. Marie-Josée Croze è stata la scelta più ovvia per Mademoiselle Lise Lundi. Gatlif aveva immaginato Lundi come a un "personaggio di Hitchcock: fragile, misteriosa e forte".
Pierre Pentecôte, il personaggio interpretato da Carlo Brandt, è stato presentato con uno sguardo pietoso, piuttosto che un personaggio maligno. Gatlif lo ha raffigurato come un personaggio con un cappello floscio e qualche chilo di troppo a simboleggiare la grassa milizia del periodo. L'orfano, il piccolo Claude, è stato interpretato da Mathias Laliberté. Rufus è stato scelto da Gatlif per il ruolo di Fernand per il suo tipico sguardo francese. Puri Dai, la nonna, è stata interpretata da Raya Bielenberg, un'artista sovietica di origine norvegese che nel 2005 ha ricevuto il premio d'arte della città di Oslo, per il suo impegno attraverso la musica e la danza per rendere la cultura Romanì meglio conosciuta in Norvegia.
Gatlif l'ha conosciuta in Oslo. Gli altri personaggi di rilievo nel film, Darko, Kako, Chavo, Zanko e Tatane sono stati interpretati rispettivamente da Arben Bajraktaraj, Georges Babluani, Ilijir Selimoski, Kevyn Diana e Thomas Baumgartner. Un personaggio minore di nome Levis è stato interpretato dall'allora undicenne pronipote di Django Reinhardt, un virtuoso chitarrista jazz compositore di musica Manouche zingara.
Il cast includeva persone di molte nazionalità: albanesi, kosovari, georgiani, serbi, francesi e norvegesi insieme a nove rom che Gatlif trovò in Transilvania e che vivevano in condizioni di estrema povertà. Per questi Rom furono presi accordi per la possibilità di rimanere in Francia per i tre o quattro mesi che furono necessari a girare il film.

## Riprese
Il film è stato girato nella Loire, nei Monts du Forez, a Rozier-Côtes-d'Aurec e Saint-Bonnet-le-Château.
Gli strumenti utilizzati nel film, molto simili a quelli impiegati nel 1943, sono stati fatti venire dalla Transilvania. Le recinzioni di filo spinato che si vedono nel film sono quelle di alcuni veri campi di concentramento costruiti dai nazisti in Romania e differiscono da quelli utilizzati per i bovini solo per la spaziatura. Agli attori maschi è stato chiesto di farsi crescere baffi e capelli. Gli attori dovevano anche mettersi a dieta per perdere peso ed ottenere un aspetto compatibile con quello di personaggi della seconda guerra mondiale. I costumi avevano volutamente un aspetto sbiadito e sciatto, ad indicare che la gente di quel tempo non possedeva molti vestiti, spesso disponendo di un solo cambio.
Nessuno degli attori era messo a conoscenza del copione in anticipo e solo la sera precedente venivano informati di quella che sarebbe stata la scena dell'indomani. I Rom non erano a conoscenza degli eventi storici che erano alla base del film, ed erano stati informati solo del fatto che la storia era ambientata in tempi difficili, in qualche modo paragonabili a quelli nei quali in Romania governava Ceauşescu Nella scena finale i Rom si rivoltano contro i gendarmi del regime per la morte di Taloche. Della morte del personaggio i Rom sono stati messi al corrente solo quando veniva girata la scena, scatenando così un'esplosione di emozioni molto reali che hanno reso il confronto con la polizia molto più genuino e realistico. Il regista Gatlif successivamente ha osservato in un'intervista che questa scena allude alla rivolta reale che i Rom ebbero ad Auschwitz il 16 maggio 1944.
Thierrée è stato l'unico attore autorizzato ad improvvisare. La sua caratterizzazione di Taloche è stata costruita tutta sulla spontaneità, e in molti casi Gatlif non aveva idea di come si sarebbe comportato in una scena. Ciò avviene ad esempio nella scena del rubinetto in casa di Theodore da cui scorre l'acqua che scivola lungo la tromba delle scale. In un'altra scena, in cui Taloche balla con musica di guerra in sottofondo, Thierrée finge di fare l'amore con la terra, come se fosse un animale. Gatlif, che aveva voluto che il personaggio di Taloche avesse la capacità di percepire un pericolo imminente, come spesso avviene agli animali, ha dichiarato che Thierrée era adatto per il ruolo perché molto animalesco. La scena della danza in cui viene mostrato Taloche cadere da un albero è stato filmata senza fare ricorso a controfigure.

## Musica
Scott Tobias nella sua recensione per la NPR fa notare che la musica gioca un ruolo molto importante in tutti i film di Gatlif, come ad esempio avviene in Latcho Drom e Gadjo dilo.
Korkoro non fa eccezione: l'importanza della musica è evidente dai titoli di testa in cui il filo spinato della recinzione vibra al suono delle corde pizzicate di una chitarra e un cimbalo suona all'apparire della scritta della sceneggiatura: "il filo spinato canta nel vento".
In tutto il film inoltre ogni oggetto e strumento più strano viene utilizzato per fare musica: il tintinnio di secchi, pentole e ruote di carri.
Il tema di fondo è stato composto da Tony Gatlif e Delphine Mantoulet. Il tema principale delle canzoni è inerente alla storia dei Rom e la Francia. Nonostante la tristezza della storia, ci sono pezzi musicali decisamente allegri, di valzer, tarantella e danze java. La musica del film gioca un ruolo di primissimo piano, dai titoli di testa fino al pezzo di Catherine Ringer nei titoli di coda, "Les Bohemians", un pezzo valzer scritto da Gatlif e Mantoulet.

"Les Bohemians" è la prima canzone francese di sempre presente in un film di Gatlif.
Gatlif ha scelto Ringer per il pezzo, ispirato dal "sangue in bocca" nel sentire la sua voce. La traduzione della canzone è "Buona fortuna a tutti voi, se qualcuno si preoccupa del fatto che ce ne siamo andati via, dite loro che siamo stati gettati nella luce e nel cielo, noi, i signori di questo immenso universo".
Il pezzo di danza java composto da Delphine accompagna una scena in cui i personaggi segretamente si riuniscono in una stalla per ballare, alludendo alla proibizione delle riunioni pubbliche.
Il brano "Un Poulailler A La Bastilles", è cantato dal figlio di Gatlif, Valentin Dahmani, e gioca sullo stereotipo esistente sui Rom definiti ladri di polli.
Il film comprende anche effetti sonori di esplosioni, rumori di cavalli, ed il meccanismo di un orologio.
La colonna sonora ha anche un brano dal titolo "Le Temps des cerises", la canzone rivoluzionaria della Comune di Parigi. La musica nella versione della canzone utilizzata nel film è stata composta da Gatlif, ricorrendo a suoni di meccanismi ad orologeria ed al banjo. Tra gli altri cantanti della colonna sonora vi sono Kalman Urszuj, Sandu Ciorbă e Ikola.
La colonna sonora del film è stata pubblicata nel febbraio 2010. È stata nominata per il César Award nel 2011 nella categoria migliore musica scritta per un film.
Della colonna sonora di "Liberté" è stato detto che richiama sentimenti contrastanti, come l'allegria e la spensieratezza, ma anche la nostalgia e la paura, creando una sorta di universo parallelo al film.

## Temi ed analisi
Liberté è stato paragonato a Schindler's List, il famoso film sull'Olocausto. Nel suo personale stile di regia Gatlif contrappone la vivace cultura Romaní al cupo contesto e sfondo della guerra. In particolare i critici hanno sottolineato il modo sottile con il quale il regista si è occupato degli aspetti più tragici della guerra, ed il modo in cui ha interpretato i Rom in modo non stereotipato. Oltre ai personaggi Rom, il film fa anche dei cenni alla Resistenza francese e presenta il personaggio di un orfano dickensiano. La critica si è anche soffermata in un confronto tra lo stato dei Rom nel film, ambientato durante la Seconda Guerra Mondiale, e la loro situazione sociale nel presente.

### Elementi dell'Olocausto
La critica ha paragonato "Korkoro" al film di Steven Spielberg Schindler's List soprattutto per la figura di Rosier che si sacrifica per proteggere i Rom dai nazisti. Una critica di Moving Pictures ha definito il film uno Schindler's List tranne che il lieto fine. Scott Tobias ha scritto che la scena di apertura, l'immagine di recinzioni di filo spinato tese tra lunghi pali di legno, con le baracche del campo di internamento in background, è un'immagine comune a molti film sull'Olocausto. A suo parere anche l'azione di Rosier, che dà la sua casa ai Rom, è di tipo "schindleriano". Questa sua valutazione è stata anche supportata dalla opinione di Eric Hynes in Time Out, New York.
Sophie Benamon nella recensione su "L'Express" ha osservato che Gatlif affrontato gli orrori dell'Olocausto alludendo a loro attraverso il simbolismo. In particolare nel raffigurare un bambino abbandonato ed alludendo ai genitori detenuti, così come nel far trovare a Taloche un orologio con fregi ebraici abbandonato in mezzo ai binari della ferrovia, suggerendo che su quei binari fosse passato un treno con ebrei diretti ad un ghetto.
Glens Heath Jr sulla rivista Slant Magazine, ha osservato che i personaggi e la storia di Gatlif, basata su fonti storiche incomplete, ha trasformato il film in una "storiografia personale della seconda guerra mondiale", dove i personaggi "trascendono la vittimizzazione". Nordine ha scritto per "Hammer to Nail" che questo film non può essere paragonata con La vita è bella di Benigni ed altre storie "edificanti" sui temi dell'Olocausto a causa della sua rappresentazione diretta di eventi reali.

### L'anima zingara di Gatlif
Molti critici si sono occupati del modo in cui Gatlif ha descritto i Rom, a confronto con i ritratti mostrati nei suoi film precedenti.
Un critico su Variety ha detto che il tema centrale del film sta nella rappresentazione dell'"anima zingara", che è l'elemento sostanziale del film, piuttosto che il suo ritratto cliché della Shoah.
Tobias ha notato che Gatlif dipinge i Rom come "un'unica unità molto stretta e sincopata piuttosto che come un insieme eterogeneo di individui " ed a questo proposito cita una scena del film nella quale i membri del gruppo sono angosciati, anche se sono scappato da un ghetto, fino a quando un membro, dato per disperso, non si ricongiunge a loro.
A differenza dei suoi film precedenti, in cui i Rom sono dipinti in modo stereotipato come musicisti, Korkoro li ritrae come in possesso di molte altre abilità, ad esempio come guaritori e fabbri.
Stando alla recensione di Odile Tremblay su Le Devoir, questo nuovo ritratto dei Rom ce li rivela nel loro atteggiamento comunitario, rispettoso delle particolari qualità individuali.
Brian Lafferty su "East County Magazine" commentava in senso contrario, lamentando che i caratteri dei personaggi sono blandi, generici e senza una identità unica, fatta eccezione per Taloche, che era considerato più una seccatura.
Rachel Saltz sul New York Times riconosce che Liberté attribuisce delle "qualità inaspettatamente piacevoli" al modo di vivere degli zingari, alla loro musica, ai colori ed al legame con la natura.
Il film racconta anche l'avversione dei Rom a rimanere legati ad un singolo luogo, ha osservato Harvey Karten su Reporter Arizon, nonché di alcuni dei loro costumi, come ad esempio il mettere a tacere i rumori degli zoccoli dei cavalli con dei sacchetti di tela.
Dan Bennett sul Nord County Times riconosce la qualità dei costumi utilizzati nel film, definiti assolutamente appropriati e che rendono "un aspetto visivamente elegante ed amichevole dello stile di vita nomade".

### Il tema della libertà
Alcuni critici hanno sottolineato l'importanza del tema della libertà alla luce dei personaggi del film e della evoluzione della storia. Fedele al suo titolo, Korkoro, che è una parola Romaní che significa libertà, Gatlif ha usato la sua libertà di regista nel dirigere una storia struggente, romantica e drammatica nello stesso tempo, con i documenti storici a sua disposizione, a differenza di altri film con temi simili, ha osservato Jacques Mandelbaum su "Le Monde".
Nella recensione su Village Voice è stato scritto che il film è "un magnifico peana sull'estasi folle della libertà".
Nella recensione sull'"Arizona Reporter" è stato aggiunto che, per i Rom, la libertà vuol dire "essere in grado di mantenersi sempre in movimento, cioè il viaggio e non la destinazione, è la ricompensa ".
Inoltre è stata sottolineata l'importanza che i personaggi danno alla libertà, citando la scena in cui Taloche appare estremamente preoccupato del fatto che l'acqua viene "trattenuta contro la sua volontà" nei rubinetti, e la "libera" lasciandola traboccare dal lavello sul pavimento del bagno, e poi sulle scale. Poi Taloche si lascia beatamente scivolare giù per le scale come se fosse a Disneyworld.
Alexis Campion su "Le Journal du Dimanche" ha osservato che Gatlif ha rinfrescato il ritratto dei Rom dipingendoli come "spiriti liberi" ed ha anche aggiunto che questo film storico è un omaggio a quelle anime libere che ancora oggi si aggirano per le nostre strade.
La recensione su "Télérama" era del parere che il film sfuma e perde di consistenza durante le scene che trattano di eventi storici, ma prende slancio nelle foreste e sulle strade, dove esplode la passione dei suoi personaggi per la libertà. La recensione si conclude con l'affermazione che Taloche è la vera "incarnazione" della libertà.

### Riflessi sulla attualità
Alcuni critici hanno scritto della attualità del film. In un'intervista, Gatlif ha dichiarato che voleva che il film riflettesse l'attualità, aggiungendo che i tempi non sono cambiati molto, e che mentre lo sterminio appartiene alla storia passata, la visione politica, sociale e psicologica dei Rom è sostanzialmente quella di allora. Gatlif ha criticato la legge francese che permette ai viandanti nomadi di restare in un determinato posto solo per 24 ore. È stato anche critico riguardo alla situazione dei Rom in Ungheria, Romania e Italia.
Ha continuato affermando che la situazione dei Rom oggi in molti paesi "con le file di persone senza fissa dimora in attesa di un piatto di minestra ed un barattolo nelle loro mani ", non è molto diversa da quella dei campi di concentramento.
Gatlif ha inoltre aspramente criticato il fatto che, fino al 1969, i Rom dovevano far bollare i loro documenti in una stazione di polizia od al municipio ogni volta che arrivavano o lasciavano un villaggio francese.
Bob Hill sul Moving Pictures Network ha osservato che il film fa riflettere sul fatto che "ancora una volta stiamo virando verso una società ed una cultura in cui sono i regimi e la ricchezza a determinare chi ha il diritto di vivere libero, e chi non ha semplicemente diritti", ed ha citato avvenimenti attuali, come gli sviluppi dei conflitti in Medio Oriente, le guerre razziali e le controversie tra i paesi. Ed ha aggiunto che il film costringe il pubblico a chiedersi se viviamo in una società che abbraccia o condanna la diversità.

## Uscite
Il film è stato presentato in anteprima al Film Festival 2009 Montreal World, nella sezione World Competition, riservato alle anteprime mondiali e internazionali, per il Gran premio Premio delle Americhe, per il Grand Prix Speciale della Giuria, per il Miglior Regista, la Migliore Attrice, il Miglior Attore, la migliore sceneggiatura, il miglior contributo artistico, e l'Innovation Award. Oltre al film Gatlif ha pubblicato un romanzo con lo stesso titolo, "Liberté", che ha come coautore il romanziere francese Eric Kannay. Il libro segue la sceneggiaturta del film.
Nel 2009 il film gareggiava con altre pellicole su temi storici per il Prix du Film d'histoire al Festival international du film d'histoire di Pessac.
L'edizione 2010 del Alliance Française French Film Festival vedeva il film proiettato nella sezione Resistenza.
Nel 2010 ha gareggiato nella sezione ufficiale, riservata ai film del Mediterraneo, per il Premio Amore e Psiche, vincendo la Menzione Speciale al MedFilm Festival con la seguente motivazione: "perché, raccontando la persecuzione nazista subìta dalla popolazione rom, riesce ad uscire dai confini storici mettendo in luce la dolorosa sorte che tale popolo subisce in particolare nella nostra epoca".
Ha inoltre partecipato nel 2011 al Providence French Film Festival.
"Korkoro" è stato proiettato il primo giorno al Santa Barbara Human Rights Film Festival nel 2011, insieme ad altri film su temi relativi ai diritti umani.
Nello stesso anno, l'Ankara International Film Festival ha collocato il film nella sezione maestri, insieme con opere di registi noti come Werner Herzog, Takeshi Kitano e Ken Loach.
The Washington DC International Film Festival ha proiettato il film nel 2011.

## Box office
Korkoro è uscito in Francia il 24 febbraio 2010 e in Belgio il 28 aprile 2010, incassando un totale internazionale di circa 500.000 euro.
Korkoro ha debuttato in Nord America il 25 marzo 2011 al Cinema Village di New York, e la Lorber Films ne detiene i diritti di distribuzione. Il film negli USA ha incassato complessivamente 8.179 dollari.

## Risposta della critica
Il tono del film e lo stile narrativo hanno ricevuto commenti non univoci da parte della critica. Ronnie Scheib su Variety ha scritto che nel film vi è un eccesso di pathos, oscillando "tra il banale e il sublime", mentre Odile Tremblay su Le Monde ha detto al contrario che il film evita un eccessivo pathos, rendendo la pellicola divertente e tragica al tempo stesso.
Questa osservazione è stata sostenuta da Jacques Mandelbaum su Le Devoir, che ha scritto che il film mescola umorismo, sensibilità e dramma.
Michael Nordine ha affermato che il film non è "né una raccolta di cose pietose né un tentativo emotivamente manipolatorio ", ma semplicemente una rappresentazione delle cose così come erano, citando il ritratto che Gatlif fa dei Rom "certamente simpatico, ma in nessun punto eccessivamente."
La narrazione del film "manca di slancio ", si è lamentato Brian Lafferty sul Magazine East County, aggiungendo che il regista avrebbe potuto prestare maggiore attenzione alle motivazioni che stanno alla base del vagare dei personaggi. Il film avrebbe anche sviluppato in modo insufficiente il tema delle leggi contro i nomadi ed in particolare contro i Rom.
Bob Hill su "Moving Pictures Network" ha criticato il film perché a suo parere non è riuscito a colpire emotivamente, a differenza di altri film e libri con un tema simile. A suo parere perciò Liberté è un film "importante, ma non un grande film, o semplicemente neppure particolarmente buono".
In difesa dello stile narrativo del film, Glenn Jr Heath sul "Slant Magazine" ha spiegato che Gatlif non lo ha inteso come un dramma storico ma piuttosto come un evocare il senso della memoria, usufruendo delle modalità e tecniche narrative del flusso di coscienza.
Commentando il tono del film ha scritto che "Korkoro" è un esame riservato, ma duraturo di un orrore collettivamente silenzioso.